# شهرستان میناب
شهرستان میناب یکی از شهرستان‌های استان هرمزگان ایران است. مرکز این شهرستان، شهر میناب است.

## پیشینه
از دشت میناب با نام پیشین هرمز کهنه یاد شده و از دیرباز تاکنون به نام‌های منا، مناب، مناو، مینا، میناو، مینو، هرمز، هارموز، آرموز … نیز خوانده شده است. قدیمی‌ترین نامی که در کتب تاریخی و در زمان هخامنشی از میناب برده شده شهر اورگانا (ORGANA) بوده است.
میناب را به دلیل نزدیکی با دریا و وجود رودهایی در پیرامون آن، «میان آب» نیز گفته‌اند، که اندک‌اندک به میناب تغییر یافته است. واژه میناب، در گذشته به جهت شفافیت آب رود میناب، مینا آب بوده، که به مرور زمان و به دلیل دگرگونی، حرف «آ» از بین رفته و به شکل میناب درآمده است.
مردم محل بر این باورند که در روزگاران کهن، دو خواهر به نام‌های «بی‌بی مینو» و «بی‌بی نازنین» این شهر را پایه‌گذاری کرده‌اند. ناحیه میناب از دیرباز نه تنها به نام‌های گوناگون، نظر جهانگردان را به خود جلب کرده، بلکه دست‌خوش یورش‌های ویران‌گر نیز بوده است.
در محل امروزی میناب، شهری آباد، که مرکز ایالت هرمز کهنه بوده، قرار داشته که تیمورلنگ با یورش وحشیانه خود، آن را خراب کرده و هفت دژ استوار آن را نیز ویران ساخته است. یکی از دژهای ویران شده شهر به نام دژ «بی بی می نو»، که همان «بی‌بی مینو» باشد، در گوشه شرقی شهر بازمانده است و به این دژ «هزاره» هم می‌گویند.
از بازمانده‌های تاریخی این شهر، دژ میناب است، که شهر میناب بر دامنه آن بنا شده است. این دژ تا اواخر دوران قاجاریه، مرکز حکومت بوده و اکنون خرابه‌ای بیش نیست.

## مردم شناسی
قومیت مردم میناب عمداتا از اقوام  ،فارسی زبان،عرب تبار و بلوچ، ایرانیان سیاهپوست سایرین تشکیل شده است.

## موقعیت جغرافیایی
شهرستان میناب از شمال با شهرستان رودان، از شمال غربی با شهرستان بندرعباس، از شرق با شهرستان منوجان استان کرمان، از جنوب تا جنوب شرقی با شهرستان بشاگرد، از جنوب غربی با شهرستان سیریک و از غرب با خلیج فارس همسایه است.

## تقسیمات کشوری
شهرستان میناب دارای ۶ بخش، ۱۳ دهستان و ۷ شهر به شرح زیر است:

### شهرستان میناب
| نام بخش | مرکز بخش | جمعیت بخش ۱۳۹۵ | نام دهستان | مرکز دهستان  | جمعیت دهستان ۱۳۹۵ | شهر                  | جمعیت شهر ۱۳۹۵                |
| ------- | -------- | -------------- | ---------- | ------------ | ----------------- | -------------------- | ----------------------------- |
| مرکزی   | میناب    | ۱۲۱٬۵۶۵ نفر    | حومه       | حکمی         | ۲۹٬۴۳۷ نفر        | میناب تیرور          | ۷۳٬۱۷۰ نفر ۴٬۸۷۱ نفر          |
| مرکزی   | میناب    | ۱۲۱٬۵۶۵ نفر    | گوربند     | گوربند       | ۱۴٬۰۸۷ نفر        | میناب تیرور          | ۷۳٬۱۷۰ نفر ۴٬۸۷۱ نفر          |
| بندزرک  | بندزرک   | ۴۷٬۸۴۵ نفر     | بندزرک     | بندزرک       | ۲۴٬۹۰۱ نفر        | کرگان بندزرک زهوکی   | ۵٬۲۸۲ نفر ۴٬۷۹۶ نفر ۴٬۴۵۱ نفر |
| بندزرک  | بندزرک   | ۴۷٬۸۴۵ نفر     | کرگان      | سرمست        | ۱۲٬۴۲۴ نفر        | کرگان بندزرک زهوکی   | ۵٬۲۸۲ نفر ۴٬۷۹۶ نفر ۴٬۴۵۱ نفر |
| توکهور  | هشت‌بندی  | ۳۱٬۴۴۳ نفر     | چراغ‌آباد   | هشت‌بندی      | ۱۵٬۲۴۱ نفر        | هشت‌بندی              | ۶٬۷۱۸ نفر                     |
| توکهور  | هشت‌بندی  | ۳۱٬۴۴۳ نفر     | توکهور     | توکهور       | ۹٬۴۸۴ نفر         | هشت‌بندی              | ۶٬۷۱۸ نفر                     |
| سندرک   | سندرک    | ۲۶٬۶۰۲ نفر     | سندرک      | سندرک        | ۱۲٬۴۲۴ نفر        | سندرک                | ۱٬۹۱۵ نفر                     |
| سندرک   | سندرک    | ۲۶٬۶۰۲ نفر     | درپهن      | درپهن        | ۷٬۵۳۷ نفر         | سندرک                | ۱٬۹۱۵ نفر                     |
| سندرک   | سندرک    | ۲۶٬۶۰۲ نفر     | بندر       | بندر         | ۴٬۷۳۰ نفر         | سندرک                | ۱٬۹۱۵ نفر                     |
| تیاب    | تیاب     | ۲۰٬۲۷۱ نفر     | تیاب       | نخل ابراهیمی | ۱۲٬۸۳۱ نفر        | ******************** | ********************          |
| تیاب    | تیاب     | ۲۰٬۲۷۱ نفر     | سرباران    | سرباران      | ۷٬۴۴۰ نفر         | ******************** | ********************          |
| کریان   | کریان    | ۱۵٬۹۳۵ نفر     | کریان      | راونگ        | ۱۱٬۳۵۸ نفر        | ******************** | ********************          |
| کریان   | کریان    | ۱۵٬۹۳۵ نفر     | تلنگ       | تلنگ سراتک   | ۴٬۵۷۷ نفر         | ******************** | ********************          |

## جمعیت
بر پایه سرشماری عمومی نفوس و مسکن در سال ۱۳۹۵، جمعیت شهرستان میناب برابر با ۲۵۹٬۲۲۱ نفر بوده است.

## نگارخانه
|  |  |  |